# Adonisea obliqua
Adonisea obliqua är en fjärilsart som beskrevs av Smith 1889. Adonisea obliqua ingår i släktet Adonisea och familjen nattflyn. Inga underarter finns listade i Catalogue of Life.